# U11 (Berlijn)
U11 is een geplande lijn van de Berlijnse metro.
Volgens het Berlijnse bestemmingsplan van 2009 worden de routes vrijgehouden waar de metrolijn ongeveer zal gaan lopen, maar realisatie is ten vroegste gepland voor 2025.
De U11 zou op het centraal station van Berlijn (Hauptbahnhof) zijn westelijke eindpunt hebben. Het oostelijk eindpunt zal aan de Glambecker ring in de wijk Marzahn liggen. De plannen omvatten 21 nieuwe metrostations en 15,8 kilometer spoor.

## Traject
De geplande stations zijn:
- Hauptbahnhof, overstap op de S-Bahn (S3, S5, S7, S9), de U-Bahn (U5) en de trein (ICE, IC, EC, RBX, HBX, EuroNight, RE, RB).
- Naturkundemuseum, overstap op de U-Bahn (U6).
- Nordbahnhof, overstap op de S-Bahn (S1, S2, S25, S26).
- Rosenthaler Platz, overstap op de U-Bahn (U8).
- Rosa Luxemburg Platz, overstap op de U-Bahn (U2).
- Mollstraße
- Platz der Vereinten Nationen
- Langenbeckstraße
- Landsberger Allee, overstap op de S-Bahn (S41, S42, S8, S85).
- Franz-Jakob Straße
- Weißenseer Weg
- Vulkanstraße
- Genslerstraße
- Ahrendsweg
- Rhinstraße
- Bürknersfelde
- Marzahn, overstap op de S-Bahn (S7).
- Marzahner Promenade
- Allee der Kosmonauten
- Ringwalderstraße
- Glambecker Ring